# Зелений Гай (Лебединська міська громада)
Зелений Гай — село в Україні, у Лебединській міській громаді Сумського району Сумської області. Населення становить 68 осіб. До 2020 орган місцевого самоврядування — Кам'янська сільська рада.

## Географія
Село Зелений Гай розташоване в балці Лобасова за 3 км від правого берега річки Псел. На відстані до 2,5 км розташовані села Пристайлове і Чернишки. По селу протікає пересихаючий струмок з загатою.

## Історія
За даними на 1864 рік у казеній слободі Ворожбинської волості Лебединського повіту Харківської губернії мешкало 172 особи (75 чоловічої статі та 97 — жіночої), налічувалось 28 дворових господарств.
12 червня 2020 року, відповідно до Розпорядження Кабінету Міністрів України № 723-р «Про визначення адміністративних центрів та затвердження територій територіальних громад Сумської області», увійшло до складу Лебединської міської територіальної громади.
19 липня 2020 року, після ліквідації Лебединського району, село увійшло до складу Сумського району.